# Franklin Avenue Shuttle
De Franklin Avenue Shuttle is een korte metrolijn die onderdeel is van de metro van New York. Op plattegronden, stationsborden en richtingfilms staat de lijn aangegeven in de kleur zwart, vaak nog met de trajectnaam erbij, ter onderscheid van de andere twee shuttlelijnen die onderdeel zijn van de New Yorkse metro. De lijn loopt geheel binnen Brooklyn van Franklin Avenue naar Prospect Park.

## Stations
| Tijdtabel         | Betekenis                    |
| ----------------- | ---------------------------- |
| Stopt alle tijden | Stopt alle tijden            |
|                   | Rolstoeltoegankelijk station |

|                   | Station                        |  | Overstappunt |
| ----------------- | ------------------------------ |  | ------------ |
| Brooklyn          |                                |  |              |
| stopt alle tijden | Franklin Avenue                |  |              |
| stopt alle tijden | Park Place                     |  |              |
| stopt alle tijden | Franklin Avenue-Botanic Garden |  |              |
| stopt alle tijden | Prospect Park                  |  |              |

 ·  ·  ·  ·  ·  ·  ·  ·  · 